# 법서교통
법서교통(法瑞交通)은 경상남도 양산시에 위치한 마을버스 운송 업체이다.

## 주요 연혁
- 1990년대 중반 연도미상: 회사 설립

## 운행 노선

### 마을버스
- ● 동면 1번 (동원과기대 ↔ 송정리 ↔ 범어사역)(법기 경유)
- ● 동면 1-1번 (법기수원지 ↔ 송정리 ↔ 범어사역)
- ● 웅상 14번 (웅상문화체육센터 ↔ 영산대학교)
- ● 웅상 17번 (덕계상설시장 ↔ 서창 ↔ 화성파크드림)
- ● 웅상 18번 (영산대 ↔ 서창 ↔ 덕계상설시장)

## 보유 차량
전 차량이 e-카운티로 운행한다.